# Astracantha albispina
Astracantha albispina är en ärtväxtart som först beskrevs av Sirj. och Joseph Friedrich Nicolaus Bornmüller, och fick sitt nu gällande namn av Dieter Podlech. Astracantha albispina ingår i släktet Astracantha och familjen ärtväxter. IUCN kategoriserar arten globalt som livskraftig. Inga underarter finns listade i Catalogue of Life.